# Ordacsehi
Ordacsehi is een plaats (község) en gemeente in het Hongaarse comitaat Somogy. Ordacsehi telt 807 inwoners (2001).